# Anat Zamir
Anat Zamir  (* 18. April 1962 in Givʿatajim; † 15. Dezember 2018) war ein israelisches Model.

## Leben
Zamir nahm 1980 am Miss-Israel-Wettbewerb teil. Im selben Jahr vertrat sie Israel beim Miss-World-Wettbewerb und kam auf Platz drei.
In den 1980er-Jahren war sie ein erfolgreiches Modell in Israel, unter anderem für Kodak.
Sie spielte in Komödien der Israeli Public Broadcasting Corporation, war dreimal verheiratet und hatte einen Sohn.